# 히가시지마촌 (이시카와현)
히가시지마촌(東島村)은 이시카와현 가시마군에 설치되었던 촌이다. 현재의 나나오시 노토섬 동부에 해당한다.